# Firmin Baes
Pour les articles homonymes, voir Baes.
Firmin Baes né à Saint-Josse-ten-Noode le 19 avril 1874 et mort à Uccle le 4 décembre 1943 est un peintre belge de portraits, de nus, de fleurs, de natures mortes, d'intérieurs et de paysages. Il est aussi illustrateur et affichiste.

## Biographie
Firmin Baes est le fils du peintre décorateur Henri Baes (1850-1920), professeur à l'Académie royale des beaux-arts de Bruxelles, et d'Héloïse Boly. Il a deux sœurs, Alice et Irma. Cette dernière épousera le peintre Frans Van Holder (1881-1919).
Il est élève de Léon Frédéric en 1880 et poursuit à l'Académie royale des beaux-arts de Bruxelles de 1888 à 1894.
Il épouse à Saint-Gilles en 1902 Marie Jeanne Nélis dont il aura trois enfants Suzanne Baes, née en 1903 qui épousera Raymond Léon Delfosse ; Marguerite Baes, né en 1904 et qui est morte en 1906 et Georgette Baes, née en 1906, morte en 1930, qui épousa en 1924 à Bruxelles Georges Moens de Fernig (1899 - 1978).
Il est membre du cercle Pour l'art en 1898 et obtient une médaille de bronze lors de l'Exposition universelle de Paris (1900). Il Expose à de nombreuses reprises à Bruxelles (Petite Galerie et galerie du Studio) et à Charleroi (Nouvelles Galeries).
Il est membre de la Société royale des Beaux-Arts en 1919.

## Œuvre
Il pratique essentiellement le fusain et le pastel. Dessinateur confirmé, il se distingue par son réalisme froid, la sûreté de son trait et ses qualités d'observation. La couleur met la ligne en valeur; sa maîtrise du pastel lui permet d'obtenir toutes les gammes colorées désirées. 
Il peint des scènes de genre, et est aussi un talentueux portraitiste. Alex Salkin écrit : « on est souvent confondu par son habileté dans la composition et par la mise en page » et Eugène De Seyn : « Firmin Baes est un virtuose du pastel, abusant parfois de cette virtuosité ».
Diverses œuvres sont conservées dans les musées de Bruxelles, d'Anvers, de Bruges, de Courtrai et d'Arlon

Œuvres de Firmin Baes
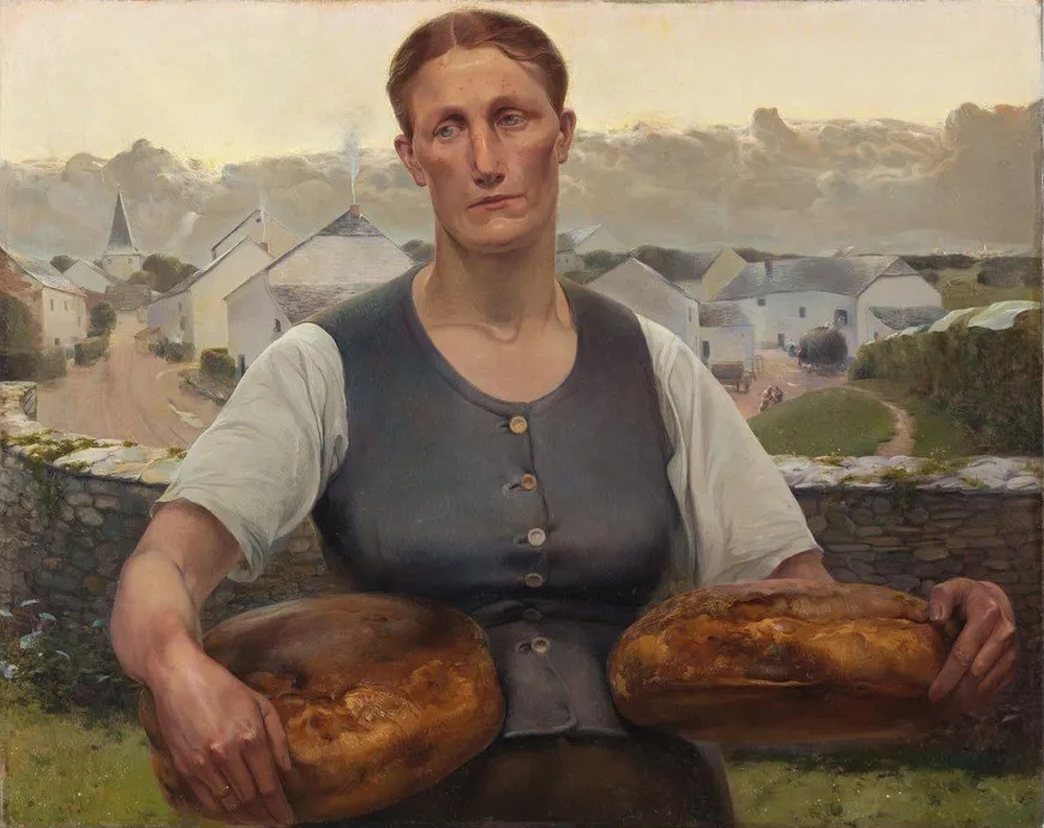
Paysanne portant deux miches de pain (1897), huile sur toile, localisation inconnue.
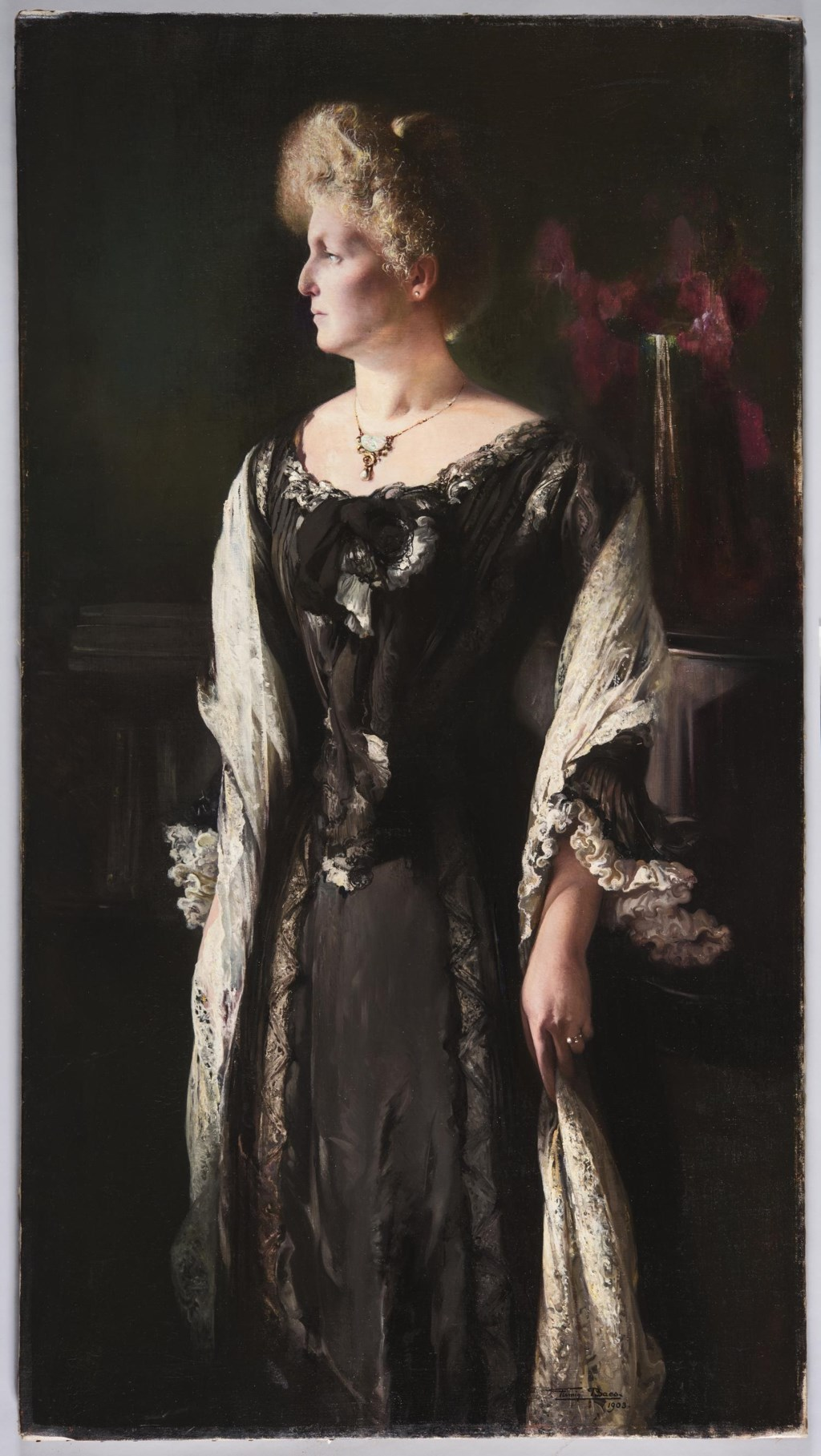
Portrait de Sophie Wolfers (1903), huile sur toile, Bruxelles, fondation Roi Baudouin.
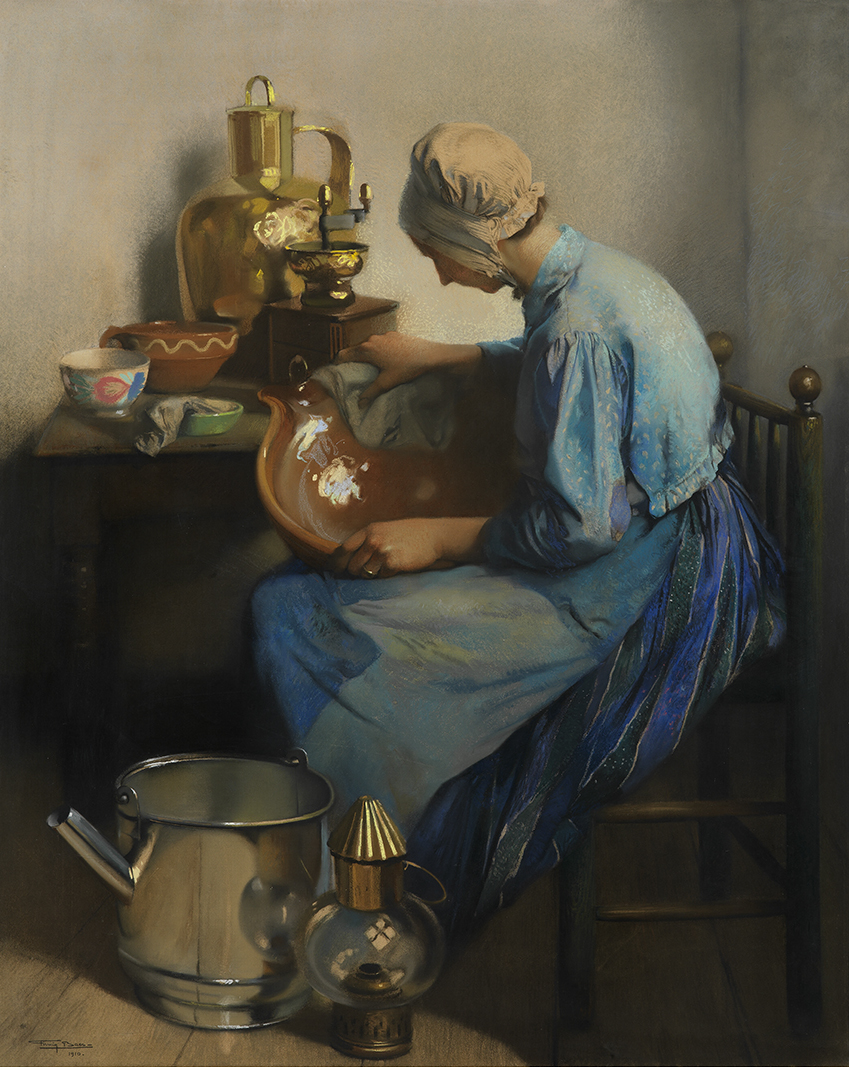
La Femme de ménage (1910), pastel, Bruges, musée Groeninge.
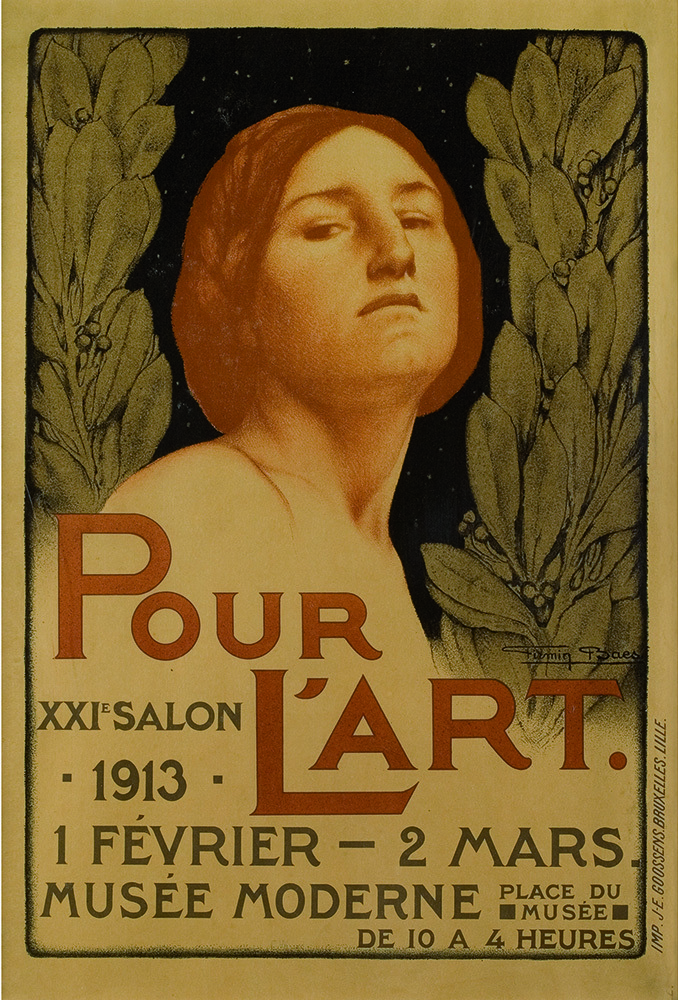
Pour l'art (1913), affiche.
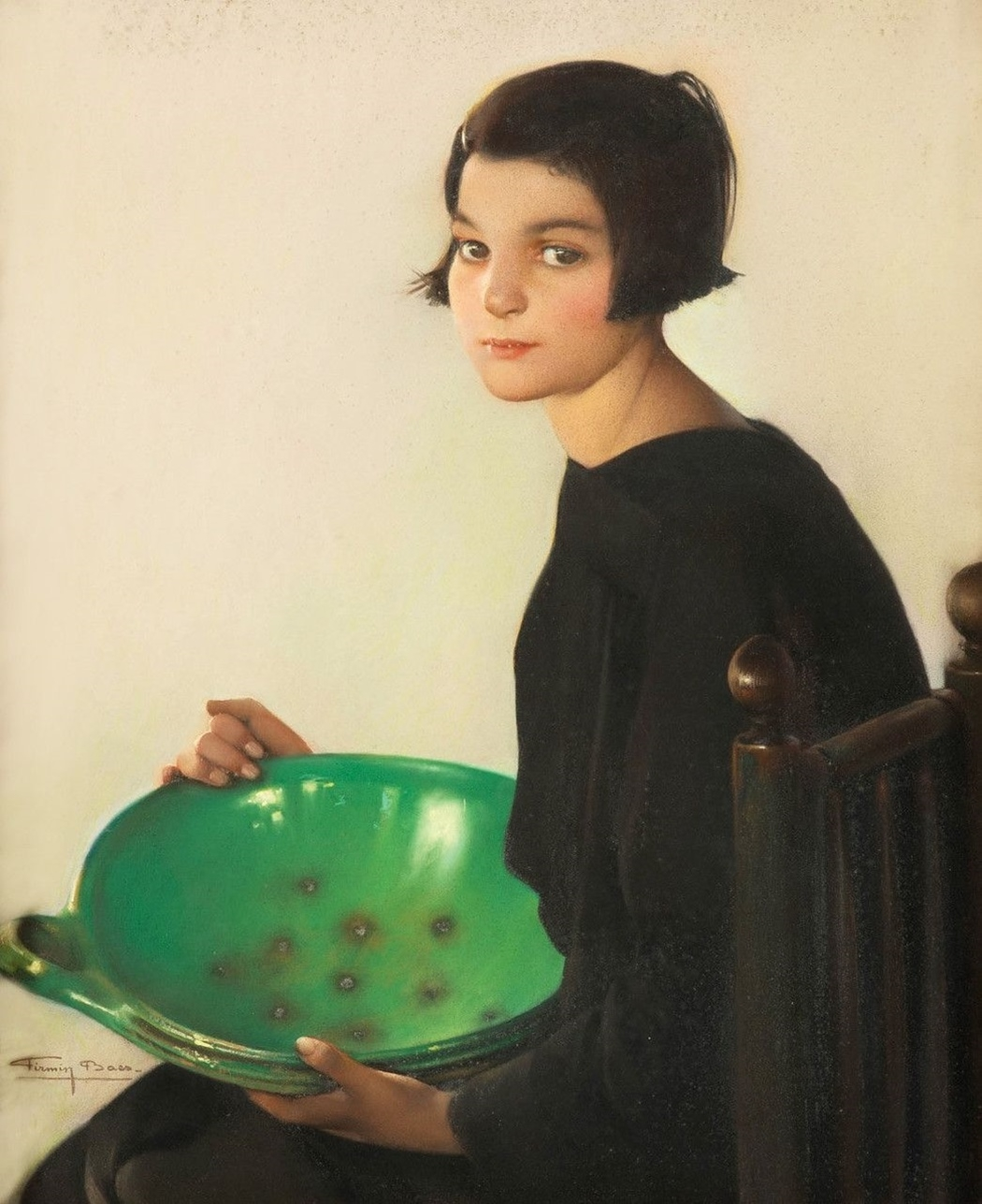
Petite fille du Condroz, pastel, localisation inconnue.

Publications
- Firmin Baes, Histoires de peintres racontées et illustrées, Bruxelles, Librairie générale, 1941.

## Postérité
En 1949, la galerie de l'Art belge lui rend hommage, exposant ses dernières œuvres à Bruxelles. 